# Лагу, Шрирам
Шрирам Лагу (англ. Shriram Lagoo; 16 ноября 1927, Сатара, Британская Индия — 17 декабря 2019, Пуна, Махараштра) — индийский актёр. Получив медицинское образование, несколько лет работал врачом, прежде чем посвятить себя театру и кино. За свою карьеру он снялся в более чем 100 фильмах на хинди и маратхи. Также поставил двадцать пьес на маратхи и сыграл ключевую роль в развитии театрального движения в Махараштре наряду с Виджаем Тендулкаром, Виджаей Мехтой и Арвиндом Дешпанде. За вклад в области искусства в 1974 году был награждён индийским орденом Падма Шри.

## Биография
Родился 16 ноября 1927 года в Сатаре и был старшим из четырёх детей в семье преуспевающего доктора Балакришны Чинтамана и его жены Сатьябхамы Лагу.
Хотя он с детства интересовался театром, пойдя по стопам отца, Лагу стал изучать медицину в Медицинском колледже БиДжей в Пуне. Во время учёбы он начал выступать в любительском театре, приняв участие в пяти полнометражных и 15 одноактных пьесах в течение пятилетнего периода.
Окончив колледж, он получил специальность хирурга-лора и практиковал медицину с 1952 по 1969 год в Пуне, а затем в Африке. Во время пребывания за границей он изучил особенности западного театра и других видов искусства.
В возрасте 42 лет Лагу решил оставить медицину и вернулся в Индию, чтобы продолжить карьеру в театре. Через несколько месяцев он стал штатным актёром в маратхиязычном театре, где дебютировал, сыграв роль Самбхаджи в пьесе Ithe Oshalala Mrityu. Его театральная карьера достигла пика в 1970 году после пьесы Natsamrat, в которой он сыграл актёра-трагика, который уходит в отставку со сцены, но не в состоянии избежать драмы семейных отношений. Погружение Лагу в роль было настолько интенсивно, что пьеса была расценена как причина ухудшения его здоровья в то время. Natsamrat был настолько коммерчески успешным, что выдержал примерно 400—500 представлений. Прежде чем сыграть свою следующую главную роль в пьесе Gidhāḍe (рус. «Стервятники») Виджая Тендулкара, Лагу вместе с продюсером Пандитом Сатьядевым Дубеем выдержал долгую и ожесточенную битву с цензорами, запрещавшими её ставить.
После выступления в таких спектаклях как Kachecha Chandra и Himalayachi Saawli, актёр получил главную роль в маратхиязычном фильме Pinjra (1972) В. Шантарама. Лагу также стал главным героем в Saamna (1974), дебютном фильме режиссёра Джаббара Пателя, который изобразил столкновение между самодовольным и коррумпированным сахарным бароном и праведным пьяницей-гандианцем, известным как Мастер. Чтобы изобразить томную личность Мастера, Лагу изменил свой голос и язык тела. Актёр также сыграл хитрого и опытного министра в политической драме Пателя Sinhasan (1979).
Лагу должен был дебютировать в кино на хинди в Aahat с Джаей Баччан в 1974 году, но из-за денежных проблем фильм вышел на экраны только 36 лет спустя. Вместо этого он появился на экранах в роли старшего брата главного героя в Mere Saath Chal (1974) Суреша Кумара Шармы. В следующие годы он снялся в нескольких коммерческих фильмах на хинди, включая «Сердцеед» (1976), «Владыка судьбы» (1978) и «Сирота» (1981). На их фоне выделялся Gharaonda (1977) Бхимсаина Кхураны, который принес Лагу Filmfare Award за лучшую мужскую роль второго плана. Актёр также появился в короткой роли Гопала Кришны Гокхале в фильме «Ганди» (1982) Ричарда Аттенборо.
В 1991 году он сыграл отца героев Анила Капура в комедии «Кишан и Канхайя». В этот период он начал сниматься в меньшем количестве фильмов, но был очень активным на театральном фронте. Одной из его последних работ в кино стала роль пожилого политика в политической драме на маратхи Nagrik в 2014 году.
Лагу скончался из-за возрастных заболеваний в больнице Динанатха Мангешкара в Пуне 17 декабря 2019 года. У него остались жена Дипа, сын Ананд Лагу (молекулярный биолог) и дочь Бимба Канеткар (гинеколог). Его второй сын Танвир погиб на железной дороге в 1994 году. В память о нём родителями было организовано ежегодное вручение премии Tanveer Sanman.